# 高砂家ちび助
高砂家 ちび助（たかさごや ちびすけ、1903年 - 1983年2月2日）は寄席芸人。東京都出身。本名は森田 辰五郎。

## 経歴
最初落語家桂小文治の下で桂小助を名乗り修行したが、1921年に茶番（俄）狂言を演じる茶番師の高砂家吉右衛門の門下になり、140センチ程だったといわれている身長の低さから、後に高砂家ちび助と名乗る。
得意ネタは「唖の釣り」「たぬき」等があった。特に小柄な体を生かした、のろまな蝿取り、百面相、寄席踊り等、人があまりやらない珍芸を売りにしていた。
戦前は端席、戦後は花王名人劇場などに出演し人気を博した。
山本益博を聴き手とした芸談が、南博・永井啓夫・小沢昭一編集『芸双書 1 いろどる－色物の世界』（1981年、白水社、NCID BN00509921）に収録されている。
昭和58年（1983年）2月2日、胃潰瘍のため・東京江戸川区の岩井総合病院で死去。七十九歳没。